# Pat Murray
(en) Statistiques sur pro-football-reference
Pat Murray (né le 31 octobre 1984 à Fort Dodge) est un joueur américain de football américain.

## Carrière

### Université
Murray entre à l'université d'État de Murray et reçoit en 2004, une mention honorable de la conférence MIAA. L'année suivante, il est nommé dans la seconde équipe de la saison pour la conférence MIAA avant d'être nommé dans l'équipe de la saison 2006 toujours pour la conférence. Il participe au East Coast Bowl 2006 ainsi qu'au Texas VS The Nation Game.

### Professionnel
Pat Murray n'est sélectionné par aucune équipe lors du draft de la NFL de 2007. Il signe le 4 mai 2007 avec les Packers de Green Bay, faisant le camp d'entrainement avant d'être libéré avant le début de la saison 2007. Lors de la saison 2008, il intègre l'équipe d'entrainement des Seahawks de Seahawks mais ne joue aucun match lors de cette saison.
Le 9 décembre 2008, les Broncos de Denver lui font une proposition qu'il accepte et intègre l'équipe active mais ne joue aucun match. Il est libéré le 17 août 2009. Trois jours plus tard, il signe avec les Browns de Cleveland mais ne joue aucun match de la saison 2009. Le 5 janvier 2010, il signe un nouveau contrat avec les Browns mais là non plus il n'apparaît à aucune reprise et est libéré le 4 septembre 2011.

## Palmarès
- Mention honorable de la conférence MIAA 2004
- Seconde équipe de la saison pour la conférence MIAA 2005
- Équipe de la saison pour la conférence MIAA 2006